# Dominik Rodinger
Dominik Rodinger (* 17. srpna 1987 Praha) je bývalý český fotbalový brankář. Od roku 2020 je hlavním trenérem Sokolu Hostouň.

## Klubová kariéra
S fotbalem začínal v Libuši, poté působil v Bohemians Praha 1905, FK Teplice, SC Xaverov Horní Počernice, FK Bohemians Praha (Střížkov), MFK Zemplín Michalovce, ŠK Slovan Bratislava, 1. FC Slovácko. Většinou plnil roli náhradního brankáře. Se Slovanem si zahrál evropské poháry a získal ligový titul v sezóně 2008/09. V podzimní části sezóny 2010/11 chytal v třetiligovém španělském klubu CD Badajoz. Klub se začal potýkat s finančními těžkostmi a Dominik se v roce 2012 vrátil ze Španělska do ČR, kde přijal angažmá v mateřském klubu FSC Libuš. Před sezonou 2013/14 přestoupil do FK Dukla Banská Bystrica. Po skončení podzimní části v klubu skončil, nebyla mu prodloužena smlouva platná do 30. listopadu 2013.

## Reprezentační kariéra
Rodingera si v roce 2008 vytáhl do české jedenadvacítky trenér Vítězslav Lavička. V únoru 2008 zasáhl do neoficiálního přípravného utkání proti francouzskému klubu Istres (výhra českých mladíků 4:0). Žádný oficiální zápas za reprezentaci U21 neodehrál.
V květnu 2013 se zúčastnil tréninku českého reprezentačního A-mužstva (před domácím kvalifikačním zápasem s Itálií), kde zaskočil za brankáře Petra Čecha, Jaroslava Drobného a Tomáše Vaclíka, kteří si ještě plnili klubové povinnosti.